# Zipline

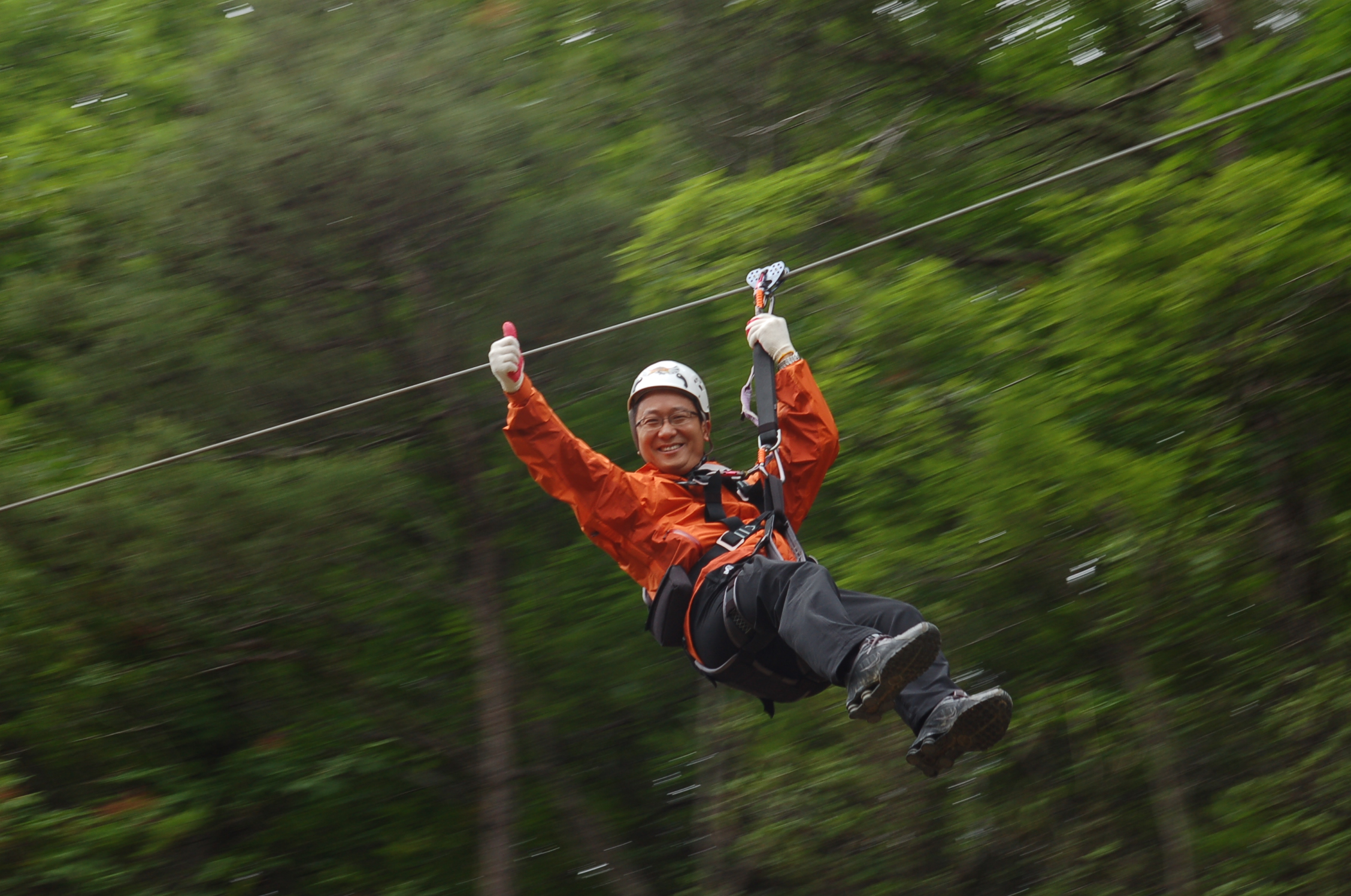
Zipline

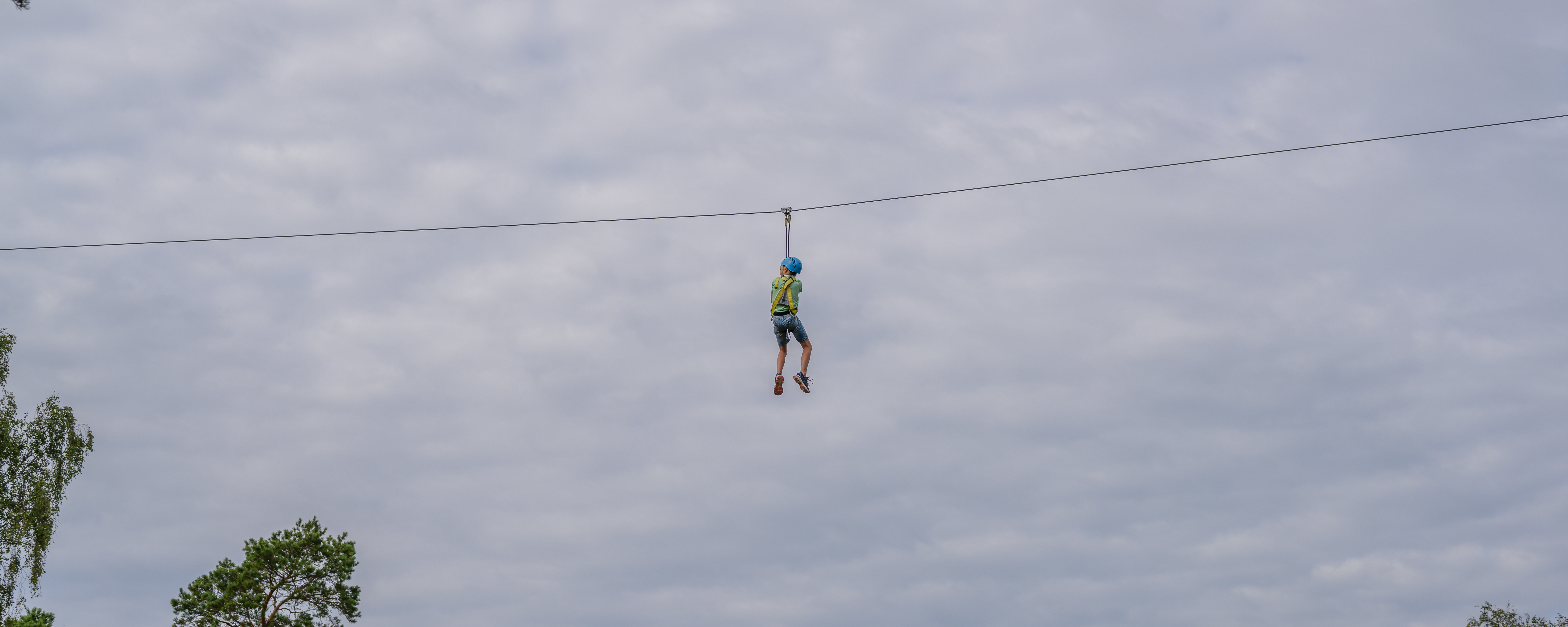
Zipline på Arholma batteri

Zipline är en linbana där passageraren fastspänd i en sele svävandes åker ner på en vajer från exempelvis ett berg.

## Zipline i Sverige
Europas längsta zipline och med störst fallhöjd (2013) finns nära Hafsten Resort nära Nötesundsbron, mellan Uddevalla och Orust. Från Kastebergens topp och ner till Havstensfjorden är sträckan 900 meter och har en fallhöjd på 100 meter.
Europas största Ziplinepark finns i Åre, och invigdes år 2007.
Europas längsta Ziplinebana finns i Småland där Little Rock Lake AB har över fyra kilometer lina genom skogen, fördelad på flera olika äventyr med hastigheter på upp till 75 kilometer i timmen, höjder på upp till 52 meter över mark, och längsta enskilda lina på 427 meter.